# Tischtennis-Europameisterschaft 1994
Die 19. Tischtennis-Europameisterschaft fand vom 25. März bis 4. April 1994 in Birmingham statt. Spielort war die National Indoor Arena. Insgesamt 26.000 Zuschauer, deutlich weniger als erhofft, sahen die Spiele.
Der Belgier Jean-Michel Saive und Marie Svensson aus Schweden wurden Europameister im Einzel. Im Mannschaftswettbewerb der Herren löste Frankreich den Sieger der letzten vier EMs – Schweden – ab. Das Damenteam aus Russland holte Gold.
Deutschland holte sechs Medaillen. Die Damenmannschaft gewann Silber, Bronze erkämpfte das Herrenteam, Jie Schöpp im Einzel sowie Jörg Roßkopf/Steffen Fetzner und Christian Dreher mit Wladimir Samsonow (Belarus) im Doppel.

## Austragungsmodus Mannschaften
Es traten 44 Herren- und 38 Damenteams an.
Es wurde nach dem gleichen Modus wie bei der vorherigen EM 1992 gespielt. Bei der Einteilung der Teams in die Kategorien wurde die Kategorieneinteilung der vorherigen Europameisterschaft unter Berücksichtigung der Auf- und Absteiger zugrunde gelegt. Die beiden Gruppen aus Kategorie 1 bestanden aus sechs Teams, die restlichen Gruppen aus Kategorie 2 enthielten fünf bis sieben Teams. Gespielt wurde im Modus Jeder gegen Jeden. Die beiden Tabellenersten und -zweiten aus Kategorie 1 spielten um die Plätze 1 bis 4, die Dritten und Vierten um die Plätze 5 bis 8 sowie die Fünften und Sechsten um die Plätze 9 bis 12. Analog spielten die vier Tabellenersten aus Kategorie 2 um die Plätze 13 bis 16, die vier Tabellenzweiten aus Kategorie 2 um die Plätze 17 bis 20 usw.
In den Platzierungsspielen um Rang 1 bis 4 spielte der Erste aus Gruppe A gegen den Zweiten aus Gruppe B. Die Sieger kämpften um die Europameisterschaft, die Verlierer um Platz 3 und 4. Analog wurden die weiteren Plätze ausgespielt. Ein Mannschaftskampf wurde diesmal sowohl bei den Herren als auch bei den Damen nach dem Modifizierten Swaythling-Cup-System für Dreiermannschaften ausgetragen, also mit einem Doppel. Die Spielsystem der Herren wurde also für die Damen übernommen.
Die Gruppenersten der Kategorie 2 kämpften um die Plätze 13 bis 14, welche zum Aufstieg in die höhere Kategorie 1 bei der nächsten Europameisterschaft berechtigten. Analog ermittelten die Vorletzten und Letzten aus Kategorie 1 den Absteiger: Sie spielten die Plätze 9 bis 12 aus, wobei der Elfte und Zwölfte bei der nächsten EM in Kategorie 2 antreten muss.
|       | Kategorie 1 | Kategorie 1  | Kategorie 2 | Kategorie 2 | Kategorie 2   | Kategorie 2 | Kategorie 2 | Kategorie 2         |
| Platz | Gruppe A    | Gruppe B     | Gruppe C    | Gruppe D    | Gruppe E      | Gruppe F    | Gruppe G    | Gruppe H            |
| ----- | ----------- | ------------ | ----------- | ----------- | ------------- | ----------- | ----------- | ------------------- |
| 1.    | Schweden    | Frankreich   | Dänemark    | Rumänien    | Slowakei      | Slowenien   | Italien     | Türkei              |
| 2.    | Deutschland | England      | Irland      | Bulgarien   | Belarus       | Finnland    | Kroatien    | Spanien             |
| 3.    | Belgien     | Ungarn       | Schottland  | Wales       | Estland       | Ukraine     | Israel      | Armenien            |
| 4.    | Polen       | Russland     | Luxemburg   | Schweiz     | Lettland      | Litauen     | Portugal    | Bosnien-Herzegowina |
| 5.    | Niederlande | Griechenland | Georgien    | Zypern      | Liechtenstein | Island      | Malta       | Norwegen            |
| 6.    | ČSSR        | Österreich   |             |             |               |             | Isle of Man | Albanien            |

|       | Kategorie 1 | Kategorie 1 | Kategorie 2 | Kategorie 2 | Kategorie 2 | Kategorie 2         |
| Platz | Gruppe A    | Gruppe B    | Gruppe C    | Gruppe D    | Gruppe E    | Gruppe F            |
| ----- | ----------- | ----------- | ----------- | ----------- | ----------- | ------------------- |
| 1.    | Russland    | Ungarn      | Österreich  | ČSSR        | Ukraine     | Bulgarien           |
| 2.    | Deutschland | England     | Armenien    | Slowenien   | Litauen     | Griechenland        |
| 3.    | Rumänien    | Italien     | Finnland    | Polen       | Spanien     | Israel              |
| 4.    | Schweden    | Frankreich  | Norwegen    | Schottland  | Estland     | Dänemark            |
| 5.    | Kroatien    | Niederlande | Wales       | Belarus     | Lettland    | Bosnien-Herzegowina |
| 6.    | Belgien     | Slowakei    | Malta       | Island      | Portugal    | Irland              |
| 7.    |             |             | Isle of Man | San Marino  |             |                     |

Aufstieg
1. 1 2 3 4  Aufsteiger

Abstieg
1. 1 2 3 4  Absteiger

|                  | Herren                                      | Herren  | Damen                                   | Damen   |
| ---------------- | ------------------------------------------- | ------- | --------------------------------------- | ------- |
| Halbfinale       | Frankreich – Deutschland Schweden – England | 4:3 4:1 | Russland – England Deutschland – Ungarn | 4:1 4:0 |
| Endspiel         | Frankreich – Schweden                       | 4:3     | Russland – Deutschland                  | 4:1     |
| Spiel um Platz 3 | Deutschland – England                       | 4:2     | Ungarn – England                        | 4:0     |

## Abschneiden der Deutschen
Cheftrainerin war Eva Jeler. Der Jugoslawe Zlatko Čordaš betreute die Herren, Dirk Schimmelpfennig und Klaus Schmittinger trainierten die Damen.
Wegen einer Knieverletzung im Vorfeld der Europameisterschaft verzichtete Steffen Fetzner auf einen Start im Einzel- und Mixedwettbewerb.

### Herrenmannschaft
Die deutsche Mannschaft kassierte in der 1. Kategorie in Gruppe A eine 2:4-Niederlage gegen Schweden. Dem gegenüber standen Siege über Polen, die ČSSR, Niederlande und Belgien. Dies reichte für Platz zwei. In der Zwischenrunde um die Plätze 1 bis 4 unterlag sie Frankreich mit 3:4, im Spiel um Platz drei besiegte sie England.
Bester deutscher Spieler war Jörg Roßkopf mit einer 17:2 Bilanz im Einzel und 7:0 im Doppel mit Steffen Fetzner.

### Damenmannschaft
Die deutschen Damen waren in die Gruppe A der Kategorie 1 eingeteilt und erreichten hier Platz zwei. Sie gewannen gegen Belgien, Schweden, Rumänien und Kroatien, verloren aber gegen Russland. Somit wurden sie Zweiter und spielten um die Plätze 1 bis 4. Hier besiegten sie Ungarn mit 4:0 und verloren dann das Endspiel gegen Russland mit 1:4.

### Herreneinzel
- Jörg Roßkopf: Freilos in Runde 1, Sieg gegen Peter Nilsson (Schweden), Roland Vimi (Slowakei), Thierry Cabrera (Belgien), Niederlage im Viertelfinale gegen Jan-Ove Waldner (Schweden)
- Peter Franz: Sieg gegen Arturas Orlovas (Litauen), Niederlage gegen Danny Heister (Niederlande)
- Christian Dreher: Sieg gegen Srdan Milicevic (ISP[3]), Niederlage gegen Jean-Philippe Gatien (Frankreich)
- Richard Prause: Niederlage gegen Thomas von Scheele (Schweden)
- Steffen Fetzner: Fetzner trat wegen einer Verletzung nicht an.

### Dameneinzel
- Jie Schöpp: Freilos, Sieg gegen Els Billen (Belgien), Polona Cehovin (Slowenien), Daniela Gergeltschewa (Bulgarien), Otilia Bădescu (Rumänien), Niederlage im Halbfinale gegen Marie Svensson (Schweden)
- Nicole Struse: Freilos, Sieg gegen Tatiana Stofblat (Israel), Jana Dobesova (ČSSR), Jelena Timina (Russland), Wang Xiaoming (Frankreich), Niederlage im Halbfinale gegen Gerdie Keen (Niederlande)
- Olga Nemes: Freilos, Sieg gegen Polona Frelih (Slowenien), Niederlage im Achtelfinale gegen Gerdie Keen (Niederlande)
- Christiane Praedel: Sieg gegen Martine Hubert (Belgien), Niederlage gegen Tu Dai Yong (Schweiz)
- Christina Fischer: Niederlage gegen Adriana Simion (Rumänien)
- Monika Neumann (für Liechtenstein startend): Sieg in der Qualifikation gegen Bethan Daunton (Wales), Hana Shmerkin (Israel), Sieg in der Hauptrunde gegen Linda Mesan (Bosnien-Herzegowina), Niederlage gegen Åsa Svensson (Schweden)

### Herrendoppel
- Jörg Roßkopf/Steffen Fetzner: Freilos, Sieg gegen Vladimir Dvorak/Aleksandr Levadnij (Ukraine), Daniel Cioca/Roland Krmaschek (Griechenland/ČSSR), Peter Karlsson/Thomas von Scheele (Schweden), Niederlage im Halbfinale gegen Jean-Michel Saive/Zoran Primorac (Belgien/Kroatien)
- Christian Dreher/Wladimir Samsonow (Belarus): Sieg gegen Oleg Danchenko/Sergej Sokolovskij (Ukraine), Allan Bentsen/Kim Hogsberg (Dänemark), Jan-Ove Waldner/Erik Lindh (Schweden), Thierry Cabrera/Frederic Sonnet (Belgien), Niederlage im Halbfinale gegen Kalinikos Kreanga/Zoran Kalinić (Griechenland/ISP[3])
- Peter Franz/Petr Korbel (ČSSR): Niederlage gegen Allan Bentsen/Kim Hogsberg (Dänemark)
- Richard Prause/Qianli Qian (Österreich): Niederlage gegen Paul Haldan/Henk van Spanje (Niederlande)

### Damendoppel
- Christina Fischer/Nicole Struse: Sieg gegen Pille Hiiu/Milla Valasti (Estland/Finnland), Olga Gutler/Marina Kravchenko (Israel), Åsa Svensson/Marie Svensson (Schweden), Niederlage im Viertelfinale gegen Csilla Bátorfi/Krisztina Tóth (Ungarn)
- Olga Nemes/Jie Schöpp: Freilos, Sieg gegen Mihaela Encea/Mihaela Șteff (Rumänien), Niederlage im Achtelfinale gegen Zuzana Poliačková/Valentina Popová (Slowakei)
- Christiane Praedel/Tu Dai Yong (Schweiz): Sieg gegen Benedicte Meyer/Ni Xialian (Luxemburg), Niederlage gegen Lisa Lomas/Andrea Holt (England)

### Mixed
- Daniel Cioca (Griechenland)/Jie Schöpp: Freilos, Sieg gegen Martin Doppler/Martina Rabl (Österreich), Robert Smrekar/Polona Frelih (Slowenien), Niederlage im Achtelfinale gegen Damien Éloi/Wang Xiaoming (Frankreich)
- Peter Franz/Nicole Struse: Freilos, Sieg gegen Ivan Minkevich/Tatyana Logatskaya (Belarus), Zoran Kalinić/Fatima Isanovic (ISP[3]), Niederlage im Achtelfinale gegen Lucjan Błaszczyk/Els Billen (Polen/Belgien)
- Richard Prause/Christina Fischer: Sieg gegen George Innes/Sarah Hurry (Schottland), Sergei Azvazhhinsky/Veranika Pavlowitsch (Belarus), Niederlage gegen Zoran Primorac/Csilla Bátorfi (Kroatien/Ungarn)
- Christian Dreher/Christiane Praedel: Sieg gegen Skylet Andrew/Fiona Mommessin (England), Peter Nilsson/Cecile Ozer (Schweden/Belgien), Niederlage gegen Trinko Keen/Gerdie Keen (Niederlande)
- Steffen Fetzner/Olga Nemes: Wegen einer Verletzung Fetzners nicht angetreten.

## Wissenswertes
- Der Schwede Jörgen Persson fehlte wegen eines Autounfalls.[1]
- Die Niederländerinnen Mirjam Hooman und Bettine Vriesekoop wurden wegen interner Querelen nicht im Mannschaftskampf eingesetzt.[4] Per Gerichtsentscheid erzwangen sie ihre Startberechtigung für die Individualwettbewerbe.[5]
- Als erfolgreichste Aktive in den Mannschaftswettbewerben wurden Jörg Roßkopf und Jelena Timina mit der JOOLA Trophy ausgezeichnet und erhielten dafür 5.000 DM.[6]
- Den Fairness-Preis, einen vom französischen Tischtennisverband gestifteten Pokal, erhielten Marie Svensson (Schweden) und Massimo Costantino (Italien)[6]
- Zwei Pannen bei Siegerehrungen betragen den ungarischen Verband: Zunächst wurde bei der Zeremonie im Mannschaftswettbewerb die italienische Flagge anstatt der ungarischen gehisst, danach verwechselte man bei der Ehrung für das Mixed die israelische mit der ungarischen Nationalhymne. Daraufhin wurde die Siegerehrung im Mixed wiederholt.[7]
- 47 britische Schiedsrichter wurden durch 37 nicht-britische Kollegen ergänzt, darunter die Deutschen Jürgen Becker (Wiesbaden) und Albert Hornung (Frankenhardt).[8]

## ETTU-Kongress
Parallel zu den Wettkämpfen trat der ETTU-Kongress zusammen. Die Delegierten aus 48 Verbänden wählten den Schweden Nils Bergström zum neuen Präsidenten als Nachfolger von Hans Wilhelm Gäb (Deutschland), der 10 Monate vorher zurückgetreten war. Nils Bergström hatte daraufhin das Amt kommissarisch geführt. Eberhard Schöler, Jean Devys (Frankreich) und Stefano Bosi (Italien) wurde Vizepräsident.

## Ergebnisse
| Wettbewerb        | Rang  | Sieger                                                                                              |
| ----------------- | ----- | --------------------------------------------------------------------------------------------------- |
| Mannschaft Herren | 1.    | Frankreich (Damien Éloi, Nicolas Chatelain, Jean-Philippe Gatien, Patrick Chila, Christophe Legoût) |
| Mannschaft Herren | 2.    | Schweden (Jan-Ove Waldner, Erik Lindh, Peter Karlsson, Thomas von Scheele, Fredrik Håkansson)       |
| Mannschaft Herren | 3.    | Deutschland (Jörg Roßkopf, Steffen Fetzner, Peter Franz, Richard Prause, Christian Dreher)          |
| Mannschaft Herren | 4.    | England (Carl Prean, Alan Cooke, Chen Xinhua, Matthew Syed, Andrew Eden)                            |
| Mannschaft Herren | 11.   | Österreich (Ding Yi, Qianli Qian, Werner Schlager, Karl Jindrak)                                    |
| Mannschaft Herren | 31.   | Schweiz (Thierry Miller, Roland Schmid, Marc Schreiber, Beat Staufer)                               |
| Mannschaft Damen  | 1.    | Russland (Jelena Timina, Galina Melnik, Irina Palina, Oksana Kusch, Svetlana Bakhtina)              |
| Mannschaft Damen  | 2.    | Deutschland (Olga Nemes, Nicole Struse, Jie Schöpp, Christina Fischer, Christiane Praedel)          |
| Mannschaft Damen  | 3.    | Ungarn (Csilla Bátorfi, Krisztina Tóth, Vivien Ello, Mária Fazekas)                                 |
| Mannschaft Damen  | 4.    | England (Lisa Lomas, Andrea Holt, Alison Gordon, Sally Marling, Nicola Deaton)                      |
| Mannschaft Damen  | 15.   | Österreich (Karin Albustin, Petra Fichtinger, Martina Rabl, Adriane Burg)                           |
| Herren Einzel     | 1.    | Jean-Michel Saive (BEL)                                                                             |
| Herren Einzel     | 2.    | Jan-Ove Waldner (SWE)                                                                               |
| Herren Einzel     | 3.–4. | Patrick Chila (FRA)                                                                                 |
| Herren Einzel     | 3.–4. | Zoran Primorac (CRO)                                                                                |
| Damen Einzel      | 1.    | Marie Svensson (SWE)                                                                                |
| Damen Einzel      | 2.    | Gerdie Keen (NED)                                                                                   |
| Damen Einzel      | 3.–4. | Jie Schöpp (GER)                                                                                    |
| Damen Einzel      | 3.–4. | Nicole Struse (GER)                                                                                 |
| Herren Doppel     | 1.    | Kalinikos Kreanga/Zoran Kalinić (GRE/ISP)                                                           |
| Herren Doppel     | 2.    | Jean-Michel Saive/Zoran Primorac (BEL/CRO)                                                          |
| Herren Doppel     | 3.–4. | Jörg Roßkopf/Steffen Fetzner (GER)                                                                  |
| Herren Doppel     | 3.–4. | Christian Dreher/Wladimir Samsonow (GER/BLR)                                                        |
| Damen Doppel      | 1.    | Csilla Bátorfi/Krisztina Tóth (HUN)                                                                 |
| Damen Doppel      | 2.    | Jelena Timina/Irina Palina (RUS)                                                                    |
| Damen Doppel      | 3.–4. | Anne Boileau/Sylvie Plaisant (FRA)                                                                  |
| Damen Doppel      | 3.–4. | Rūta Garkauskaite/Jolanta Prūsienė (LIT)                                                            |
| Mixed             | 1.    | Zoran Primorac/Csilla Bátorfi (CRO/HUN)                                                             |
| Mixed             | 2.    | Kalinikos Kreanga/Otilia Bădescu (GRE/ROM)                                                          |
| Mixed             | 3.–4. | Jaromír Truksa/Valentina Popová (SVK)                                                               |
| Mixed             | 3.–4. | Lucjan Błaszczyk/Els Billen (POL/BEL)                                                               |